# Nastro d’Argento/Bester Nebendarsteller
Nastro d’Argento: Bester Nebendarsteller (Nastro d'Argento al migliore attore non protagonista)
Dieser Filmpreis wird seit 1946 vom italienischen Filmkritikerverband (Sindacato Nazionale Giornalisti Cinematografici Italiani, SNGCI) vergeben. Leopoldo Trieste und Alessandro Haber sind die Rekordhalter.
| Jahr | Preisträger | Filmtitel                                                                         |
| ---- | --- | --------------------------------------------------------------------------------- |
| 1946 | Gino Cervi | Die Nöte des Signor Travet (Le miserie del signor Travet)                         |
| 1947 | Massimo Serato | Die Sonne geht wieder auf (Il sole sorge ancora)                                  |
| 1948 | Nando Bruno | Das Verbrechen des Giovanni Episcopo (Il delitto di Giovanni Episcopo)            |
| 1949 | Saro Urzì | Im Namen des Gesetzes (In nome della legge)                                       |
| 1950 | keine Verleihung |                                                                                   |
| 1951 | Umberto Spadaro | Freiwild (Il Brigante Musolino)                                                   |
| 1952 | keine Verleihung |                                                                                   |
| 1953 | Gabriele Ferzetti | Gefährliche Schönheit (La provinciale)                                            |
| 1954 | Alberto Sordi | Vitelloni (Die Müßiggänger) (I vitelloni)                                         |
| 1955 | Paolo Stoppa | Das Gold von Neapel (L’oro di Napoli)                                             |
| 1956 | Memmo Carotenuto | Bigamie ist kein Vergnügen (Il bigamo)                                            |
| 1957 | Peppino De Filippo | Totò, Peppino e i fuorilegge                                                      |
| 1958 | Andrea Checchi | Mit Melone und Glacéhandschuhen (Parola di ladro)                                 |
| 1959 | Nino Vingelli | Die Herausforderung (La sfida)                                                    |
| 1960 | Claudio Gora | Unter glatter Haut (Un maledetto imbroglio)                                       |
| 1961 | Enrico Maria Salerno | Die lange Nacht von 43 (La lunga notte del ’43)                                   |
| 1962 | Salvo Randone | Trauen Sie Alfredo einen Mord zu? (L’assassino)                                   |
| 1963 | Romolo Valli | Eine Mailänder Geschichte (Una storia milanese)                                   |
| 1964 | Folco Lulli | Die Peitsche im Genick (I compagni)                                               |
| 1965 | Leopoldo Trieste | Sedotta e abbandonata                                                             |
| 1966 | Ugo Tognazzi | Ich habe sie gut gekannt (Io la conoscevo bene)                                   |
| 1967 | Gastone Moschin | Große Vögel, kleine Vögel (Uccellacci e uccellini)                                |
| 1968 | Gabriele Ferzetti | Zwei Särge auf Bestellung (A ciascuno il suo)                                     |
| 1969 | Ettore Mattia | La pecora nera                                                                    |
| 1970 | Umberto Orsini und Fanfulla | Die Verdammten (La caduta degli dei) und Fellinis Satyricon (Fellini – Satyricon) |
| 1971 | Romolo Valli | Der Garten der Finzi Contini (Il giardino dei Finzi-Contini)                      |
| 1972 | Salvo Randone | Der Weg der Arbeiterklasse ins Paradies (La classe operaia va in Paradiso)        |
| 1973 | Mario Carotenuto | Teuflisches Spiel (Lo scopone scientifico)                                        |
| 1974 | Turi Ferro | Malizia                                                                           |
| 1975 | Aldo Fabrizi | Wir waren so verliebt (C’eravamo tanto amati)                                     |
| 1976 | Ciccio Ingrassia | Todo modo                                                                         |
| 1977 | Romolo Valli | Die Tatarenwüste (Il deserto dei Tartari)                                         |
| 1978 | Carlo Bagno | In nome del Papa Re                                                               |
| 1979 | Vittorio Mezzogiorno | Il giocattolo                                                                     |
| 1980 | Tomás Milián | La luna                                                                           |
| 1981 | Massimo Girotti | Passione d'amore                                                                  |
| 1982 | Paolo Stoppa | Die tolldreisten Streiche des Marchese del Grillo (Il marchese del Grillo)        |
| 1983 | Tino Schirinzi | Sciopèn                                                                           |
| 1984 | Leo Gullotta | Mi manda Picone                                                                   |
| 1985 | Leopoldo Trieste | Enrico IV                                                                         |
| 1986 | Gastone Moschin | Amici miei – Atto III                                                             |
| 1987 | Diego Abatantuono | Weihnachtsgeschenk (Regalo di Natale)                                             |
| 1988 | Enzo Cannavale | 32 dicembre                                                                       |
| 1989 | Fabio Bussotti | Francesco                                                                         |
| 1990 | Alessandro Haber | Willy signori e vengo da lontano                                                  |
| 1991 | Ennio Fantastichini | Offene Türen (Porte aperte)                                                       |
| 1992 | Paolo Bonacelli | Zahnstocher-Johnny (Johnny Stecchino)                                             |
| 1993 | Renato Carpentieri | Puerto Escondido                                                                  |
| 1994 | Alessandro Haber | Per amore, solo per amore                                                         |
| 1995 | Marco Messeri | Con gli occhi chiusi                                                              |
| 1996 | Leopoldo Trieste | Der Mann, der die Sterne macht (L’uomo delle stelle)                              |
| 1997 | Gianni Cavina | Festival                                                                          |
| 1998 | Giustino Durano | Das Leben ist schön                                                               |
| 1999 | Antonio Catania, Riccardo Garrone, Vittorio Gassman, Giancarlo Giannini, Adalberto Maria Merli, Eros Pagni, Stefano Antonucci, Giorgio Colangeli, Giuseppe Gandini, Valter Lupo, Paolo Merloni, Carlo Molfese, Sergio Nicolai, Corrado Olmi, Mario Patanè, Pierfrancesco Poggi, Francesco Siciliano, Giorgio Tirabassi, Venantino Venantini und Andrea Cambi | La cena                                                                           |
| 2000 | Felice Andreasi | Brot und Tulpen                                                                   |
| 2001 | Giancarlo Giannini | Hannibal                                                                          |
| 2002 | Leo Gullotta | La diga del disonore                                                              |
| 2003 | Diego Abatantuono | Ich habe keine Angst                                                              |
| 2004 | Arnoldo Foà | Menschen in Rom (Gente di Roma)                                                   |
| 2005 | Raffaele Pisu | Le conseguenze dell'amore                                                         |
| 2006 | Carlo Verdone | Manuale d'amore                                                                   |
| 2007 | Alessandro Haber | Die Unbekannte und Le rose del deserto                                            |
| 2008 | Alessandro Gassmann | Stilles Chaos                                                                     |
| 2009 | Ezio Greggio | l papà di Giovanna                                                                |
| 2010 | Ennio Fantastichini | Männer al dente (Mine vaganti)                                                    |
| 2010 | Luca Zingaretti | Il figlio più piccolo und La nostra vita                                          |
| 2011 | Giuseppe Battiston | La passione, Figli delle stelle und Senza arte né parte                           |
| 2012 | Marco Giallini | Posti in piedi in paradiso und A.C.A.B. – All Cops Are Bastards                   |
| 2013 | Carlo Verdone | La Grande Bellezza – Die große Schönheit (La grande bellezza)                     |
| 2014 | Carlo Buccirosso und Paolo Sassanelli | Song’e Napule                                                                     |
| 2015 | Claudio Amendola | Noi e la Giulia                                                                   |
| 2016 | Luca Marinelli | Sie nannten ihn Jeeg Robot (Lo chiamavano Jeeg Robot)                             |